# In Salah
In Salah là một đô thị thuộc tỉnh Tamanghasset, Algérie. Dân số thời điểm năm 2002 là 28.022 người.

## Khí hậu
In Salah có khí hậu sa mạc nóng (phân loại khí hậu Köppen BWh). Lượng mưa trung bình hàng năm là khoảng 16 mm (0,63 inch).
| Dữ liệu khí hậu của In Salah            | Dữ liệu khí hậu của In Salah | Dữ liệu khí hậu của In Salah | Dữ liệu khí hậu của In Salah | Dữ liệu khí hậu của In Salah | Dữ liệu khí hậu của In Salah | Dữ liệu khí hậu của In Salah | Dữ liệu khí hậu của In Salah | Dữ liệu khí hậu của In Salah | Dữ liệu khí hậu của In Salah | Dữ liệu khí hậu của In Salah | Dữ liệu khí hậu của In Salah | Dữ liệu khí hậu của In Salah | Dữ liệu khí hậu của In Salah |
| Tháng                                   | 1                            | 2                            | 3                            | 4                            | 5                            | 6                            | 7                            | 8                            | 9                            | 10                           | 11                           | 12                           | Năm                          |
| --------------------------------------- | ---------------------------- | ---------------------------- | ---------------------------- | ---------------------------- | ---------------------------- | ---------------------------- | ---------------------------- | ---------------------------- | ---------------------------- | ---------------------------- | ---------------------------- | ---------------------------- | ---------------------------- |
| Trung bình ngày tối đa °C (°F)          | 22.3 (72.1)                  | 25.1 (77.2)                  | 30.5 (86.9)                  | 35.2 (95.4)                  | 39.6 (103.3)                 | 43.8 (110.8)                 | 46.4 (115.5)                 | 45.2 (113.4)                 | 41.9 (107.4)                 | 36.2 (97.2)                  | 28.0 (82.4)                  | 23.2 (73.8)                  | 34.64 (94.35)                |
| Trung bình ngày °C (°F)                 | 14.7 (58.5)                  | 17.2 (63.0)                  | 22.4 (72.3)                  | 26.6 (79.9)                  | 31.4 (88.5)                  | 35.7 (96.3)                  | 38.5 (101.3)                 | 37.6 (99.7)                  | 34.3 (93.7)                  | 28.8 (83.8)                  | 20.6 (69.1)                  | 16.0 (60.8)                  | 26.84 (80.31)                |
| Tối thiểu trung bình ngày °C (°F)       | 7.3 (45.1)                   | 9.6 (49.3)                   | 14.1 (57.4)                  | 18.2 (64.8)                  | 23.2 (73.8)                  | 27.5 (81.5)                  | 30.7 (87.3)                  | 30.1 (86.2)                  | 26.7 (80.1)                  | 21.3 (70.3)                  | 13.2 (55.8)                  | 8.8 (47.8)                   | 19.06 (66.31)                |
| Lượng Giáng thủy trung bình mm (inches) | 3.7 (0.15)                   | 3.5 (0.14)                   | 1.2 (0.05)                   | 1.6 (0.06)                   | 0.5 (0.02)                   | 0.1 (0.00)                   | 0.0 (0.0)                    | 0.5 (0.02)                   | 0.2 (0.01)                   | 1.2 (0.05)                   | 0.5 (0.02)                   | 2.7 (0.11)                   | 15.7 (0.63)                  |
| Độ ẩm tương đối trung bình (%)          | 41.3                         | 35.0                         | 27.2                         | 22.8                         | 17.9                         | 13.1                         | 11.9                         | 12.4                         | 16.2                         | 23.5                         | 30.9                         | 41.9                         | 24.5                         |
| Số giờ nắng trung bình ngày             | 8.9                          | 9.4                          | 10.6                         | 11.1                         | 11.4                         | 11.6                         | 12.2                         | 11.9                         | 10.9                         | 9.9                          | 9.3                          | 8.5                          | 10.5                         |
| Phần trăm nắng có thể                   | 83                           | 84                           | 86                           | 88                           | 89                           | 90                           | 91                           | 90                           | 89                           | 86                           | 88                           | 82                           | 87                           |
| Nguồn 1:                                |                              |                              |                              |                              |                              |                              |                              |                              |                              |                              |                              |                              |                              |
| Nguồn 2:                                |                              |                              |                              |                              |                              |                              |                              |                              |                              |                              |                              |                              |                              |